# Pälkäne
Pälkäne è un comune finlandese di 6347 abitanti, situato nella regione del Pirkanmaa.